# Asphalt 8: Airborne
Az Asphalt 8: Airborne egy – a Gameloft barcelonai stúdiója által készített – autó- és motorversenyzős videójáték, az Asphalt sorozat nyolcadik fő része, amit először 2013. augusztus 22-én Androidra és iOS-re adtak ki, majd később 2013. november 13-án Windows 8.1-re és Windows Phone 8-ra. 2014. január 15-én BlackBerry 10-re, és 2015-ben Tizenre is megjelent.

## Játékmenet
A játékos több mint 300 járművel, 21 helyszínen és 65 pályán versenyezhet. A nagyobb sebesség eléréséhez használhat nitrót, amit a pályán szerezhet.

## Irányítás
Számítógépen a WASD és a Space billentyűkkel lehet vezérelni, telefonon pedig a képernyő érintésével, vagy a készülék döntögetésével.

## Járművek
Az első verzió negyvenhét autót tartalmazott, de 2018 júniusában összesen már 212 autó és motorkerékpár volt a játékban. A járművek öt osztályba vannak osztva (D, C, B, A, és S) teljesítményük szerint. A játékos a legalacsonyabb osztályban (D osztály) a Dodge Dart GT-vel indul. Az Asphalt-sorozat korábbi részeitől eltérően az összes többi jármű azonnal megvásárolható anélkül, hogy csillagokat kellene gyűjteni a feloldásukhoz. A járművek között megtalálható : a D osztályú Cadillac ATS, Cadillac XTS  és az Alfa Romeo MiTo GTA; a C osztályban a DS Survolt, az Aston Martin V12 Zagato  és a Lotus Exige S Roadster; a B osztályban a McLaren 12C Spider, a Porsche 911 GT3 RS és a Pagani Zonda R; az A osztályban a Rezvani Beast Alpha, a Bugatti 16.4 Grand Sport Vitesse és a Rimac Concept S; és az S osztályban az Aston Martin Vulcan, a Devel Sixteen Prototype és a Dodge Tomahawk. A legmgasabb rangú autó a játékban jelenleg a Bugatti La Voiture Noire, a Koenigsegg Regera és a Koenigsegg Jesko.  
- Az 1.1.0-s frissítés 2013 novemberében négy új autót adott, köztük a Renault Clio RS 200 EDC-t és a Ferrari F430-at.
- 2014 januárjában egy frissítés öt új autót hozott létre, köztük a Ferrari LaFerrari-t és a W Motors Lykan HyperSport-ot.
- A Great Wall nevű 2014-es februári frissítés négy új autót adott, köztük az Dodge Challenger SRT8-at és a McLaren P1-et.
- 2014 májusában egy frissítés hozzáadta az SSC Tuatara-t.
- 2014 júniusában egy frissítés nyolc új autót hozott, köztük a Ford 2006 GT-t, a Mercedes-Benz CLK GTR AMG-t és a Hennessey Venom GT-t.
- A 2014-es augusztusi Dubai-frissítés öt új autót adott, köztük a Savage Rivale Roadyacht GTS-et és a Nissan GT-R NISMO-t.
- A szeptemberi San Diego Harbor frissítés öt új autót hozott, köztük a Mazda Furai-t.
- A 2014-es téli frissítés tizenegy új autót adott, köztük a Ferrari 308 GTS-t, az Arrinera Hussarya-t, a Tramontana XTR-t és a 9FF GT9 VMAX-et.
- A 2015 márciusában frissített Decals öt új Ferrari-t hozott, ezek közül az egyik a Ferrari Enzo Ferrari.
- A tenerifei frissítés májusban nyolc új autót adott, köztük a BMW M3 Sedan-t, a Lamborghini Aventador LP 700-4-et és a HTT Pléthore LC 750-et.
- A Hot Summer 2015 júliusi frissítése nyolc új autót tartalmazott, köztük az AC 378 GTZ-t , a Chevrolet SS-t és a McLaren 675LT-t.
- 2015 szeptemberében hat új autó került a játékba, köztük a Lamborghini Huracán és a Cadillac 16 Concept.
- 2015 decemberében 14 új autót adott, egy frissítés, köztük a Nissan Skyline GT-R (R34)-t, a McLaren 570S-t, a Lamborghini Egoista-t és a Trion Nemesis-t.
- A Monkey's Year 2016-os februári frissítése kilenc új autót adott, köztük az Alfa Romeo 4C-t, a Lamborghini Estoque-t és a Chevrolet 2016 Camaro SS-t.
- Az Elite Cars frissítés 2016 áprilisában hét új autót adott, köztük a Mazda RX-8-at és a Devel Sixteen Prototype-ot.
- Az Enduro 2016-os júniusi frissítése nyolc új autót hozott, köztük a Jaguar F-TYPE 7-et, a Mercedes-AMG GT3-at és a Weber Faster One-t.
- A 2016-os júliusi Rio-frissítés hét új autót adott, köztük a Donkervoort D8 GTO-t és a W Motors Fenyr SuperSport-ot.
- A Multiplayer League 2016-os októberi frissítése hét új autót tartalmazott, köztük a TVR Sagaris-t és a Citroën GT-t.
- A bajnokság frissítése 2016 decemberében nyolc új autót adott, köztük a BMW M2-t, a McLaren Mercedes MP4-25-öt és az Arash AF10-et.
- A 2017-es januári frissítés öt új autót hozott, köztük a Mercedes-Benz SLK 55 AMG Special Edition-t és a Lamborghini Aventador SV-t.
- A Car Blueprints 2017-es márciusi frissítése hat új autót tartalmazott, köztük a Chevrolet Corvette Grand Sport-ot és a McLaren MP4-31-et.
- A Porsche Update, amely 2017 június első hetében jelent meg, öt Porschét adott hozzá a játékhoz. Ezek az autók a Porsche 959, a Porsche 718 Boxster S, a Porsche Cayman GT4, a Porsche 911 GT3 RS és a Porsche 918 Spyder.
- A 2017 augusztusában kiadott frissítés öt motorkerékpárt (köztük a Suzuki Hayabusa-t), valamint két új autót (a Peugeot RCZ R-t és a Mercedes-Benz SLR McLaren 722 Edition-t) tartalmazott.
- A 2017-es októberi frissítés három új autót és két új motort tartalmazott.
- A Hot Wheels frissítés 2017 decemberében öt új autót és egy új motort adott; ahogy a neve is jelzi, a frissítéshez hozzáadott új autók három Hot Wheels autót tartalmaztak.
- A Fall Out Boy frissítés 2018 februárjában öt új autót és két új motort tartalmazott, beleértve a kitalált BMW M2 Special Edition-t.

## Pályák
Az Asphalt 8: Airborne kilenc különböző pályát tartalmazott az első kiadásnál, valamint tizenegyet hozzáadtak frissítéseken keresztül. Az első pályák Nevada, Iceland, Tokyo, French Guyana, London, Barcelona, Alps, Venice és Monaco (jelenleg Azure Coast) voltak.
- A 2014-es márciusi frissítésben a Great Wall, az augusztusiban Dubai, a szeptemberiben San Diego Harbor, aztán ugyanebben az évben a Sector 8 nevű pályákkal bővült.
- A 2015-ös májusi játékfrissítés során került játékba Tenerife és a decemberiben az Area 51.
- A 2016-os júliusi frissítésben jelent meg a Rio de Janeiro pálya.
- 2017-ben Patagonia és Munich Subway pályákat adták hozzá.
- 2018 decemberében megjelent a Transylvania pálya.
- 2019 szeptemberében megjelent az Orbital Loop pálya.
- 2020 szeptemberében megjelent a Terra 9 pálya.

## Többjátékos mód
A játékos játszhat online legfeljebb 11 játékos ellen.

## Zene
Az Asphalt 8 az első olyan játék a sorozatban, amely licencelt filmzenét tartalmaz. A játék során három választható "állomás" létezik: basszus, rock és elektronikus. A rendelkezésre álló dalok: The Qemists "Be Electric", Nero "Etude", The Bloody Beetroots "Rocksteady", Gemini "Fire Inside", Vitalic "Stamina", AWOLNATION "Burn It Down" és " Kasabian Underdog, a The Crystal Method (Dirtyphonics Remix) "Play For Real", Deadmau5 "Professional Griefers", Queens of the Stone Age, "Go with the Flow", a MONSTA "Holdin 'On" (Skrillex ft. Nero Remix) és Celldweller "Pulsar" -ja. A 2014. márciusi frissítés négy új dalt adott hozzá: Martin Garrix "Animals", a The Crystal Method "Over It", a Band of Skulls "Asleep at the Wheel" és Silversun Pickups "Cannibal".

## Fordítás
- Ez a szócikk részben vagy egészben  az   Asphalt 8: Airborne című angol Wikipédia-szócikk fordításán alapul.  Az eredeti cikk szerkesztőit annak laptörténete sorolja fel. Ez a jelzés csupán a megfogalmazás eredetét és a szerzői jogokat jelzi, nem szolgál a cikkben szereplő információk forrásmegjelöléseként.